# 분류두공부시(언해) 권21
분류두공부시(언해) 권21(分類杜工部詩(諺解) 卷二十一)은 충청북도 청주시 흥덕구 운천동, 청주고인쇄박물관에 있는 조선시대의 금속활자본 책이다. 2003년 8월 14일 충청북도의 유형문화재 제228호 '분류두공부시언해권21'로 지정되었다가, 2004년 5월 7일 대한민국의 보물 제1051-3호 '분류두공부시(언해) 권21'로 승격, 지정되었다.

## 개요
당(唐)나라의 시인 두보(杜甫, 712∼770)의 시를 모은 시집인 두시(杜詩)를 성종(成宗) 때 홍문관전한(弘文館典翰) 유윤겸(柳允謙) 등이 왕명을 받들어 제주(諸註)를 참정(參訂)하고 한글로 역편(譯編)한 것이다. 두공부시(杜工部詩)라 제명(題名)한 것은 두보(杜甫)가 공부원외랑(工部員外郞)의 벼슬을 지냈기 때문이며, 분류(分類)는 송조(宋朝)의 분문집주두공보시(分門集注杜工甫詩)를 참고(參考)하고 서명에 관기(冠記)한 것이다. 그리고 원(元)나라 때 편찬된 찬주분류두시(纂註分類杜詩)를 원본으로 두보(杜甫)의 시 1,647편 전부와, 다른 사람의 시 16편에 주석(註釋)을 달고 한글로 언해한 책으로 흔히 '두시언해(杜詩諺解)'로 통칭되기도 한다.
이 책은 조선 성종 12년(1481)에 을해자(乙亥字) 및 을해자 병용(乙亥字 倂用) 한글자(字)로 간행된 것이 그 초간본이다. 권두의 서명은 '분류두공부시권지이십일(分類杜工部詩, 卷之二十一)'로 되어 있으며, 별도의 저자(著者)표시는 보이지 않고 있다. 판식(板式)은 사주단변(四周單邊)이며 반엽(半葉)을 기준으로 8항(行) 17자(字)를 기본으로 하여 작은 자(小字)와 한글 활자를 함께 배열하고 있고, 판심부에는 '두시(杜詩)'의 판심제(板心題)와 장차(張次)가 새겨져 있다. 한글에는 방점(傍點)이 남아 있어 임란 이전의 국어현상을 반영하고 있다. 모두 45장(張)으로 되어 있으며 상태가 양호한 편이나, 전후의 표지(表紙)가 모두 개장(改裝)되어 있다.

## 충청북도 유형문화재 지정사유
1447년 간행된 월인천강지곡 이후에 간행된 조선초기의 한글활자본으로 당시 인쇄수준과 한글 연구에 중요한 자료로 국문학적 서지학적 가치가 높다.

## 보물 지정사유
세종의 한글창제 이후 당나라 두보(杜甫)의 시를 한글로 언해하여 1481년(성종 12)에 간행한 국·한문 병용(倂用) 활자본으로 당시의 인쇄수준과 국어학 연구에 중요한 자료이다. 한글로 언해한 유장한 문체와 풍부한 어휘 등이 나타나고 있어 국문학 분야의 연구에 있어서도 매우 중요한 자료로 평가된다.

## 같이 보기
- 두시언해
- 두시

## 참고 자료
- 분류두공부시(언해) 권21 - 국가유산청 국가유산포털